# Heinz Martin Lonquich
Heinz Martin Lonquich (* 23. März 1937 in Trier; † 23. Juli 2014 in Köln) war ein deutscher Komponist, Kirchenmusiker und Diakon.

## Leben
Lonquich studierte an den Musikhochschulen Saarbrücken und Köln (Klavier bei Alexander Sellier, Komposition bei Bernd Alois Zimmermann, elektronische Musik bei Herbert Eimert). Von 1958 bis 1973 war er an den Städtischen Bühnen Münster, Braunschweig und Köln als Solo-Repetitor und Kapellmeister tätig, daneben war er auch Liedbegleiter. 1969 bis 1972 war er Mitglied der Gruppe 8 Köln. Von 1973 bis 2002 war er Lehrbeauftragter für Repetition an der Musikhochschule Köln und Kirchenmusiker an St. Nikolaus in Köln-Sülz, seit 1976 dort auch Ständiger Diakon. 2003 ging er in den Ruhestand. Er starb nach langer Krankheit am 23. Juli 2014 in Köln. Der Pianist Alexander Lonquich (* 1960) ist sein Sohn.

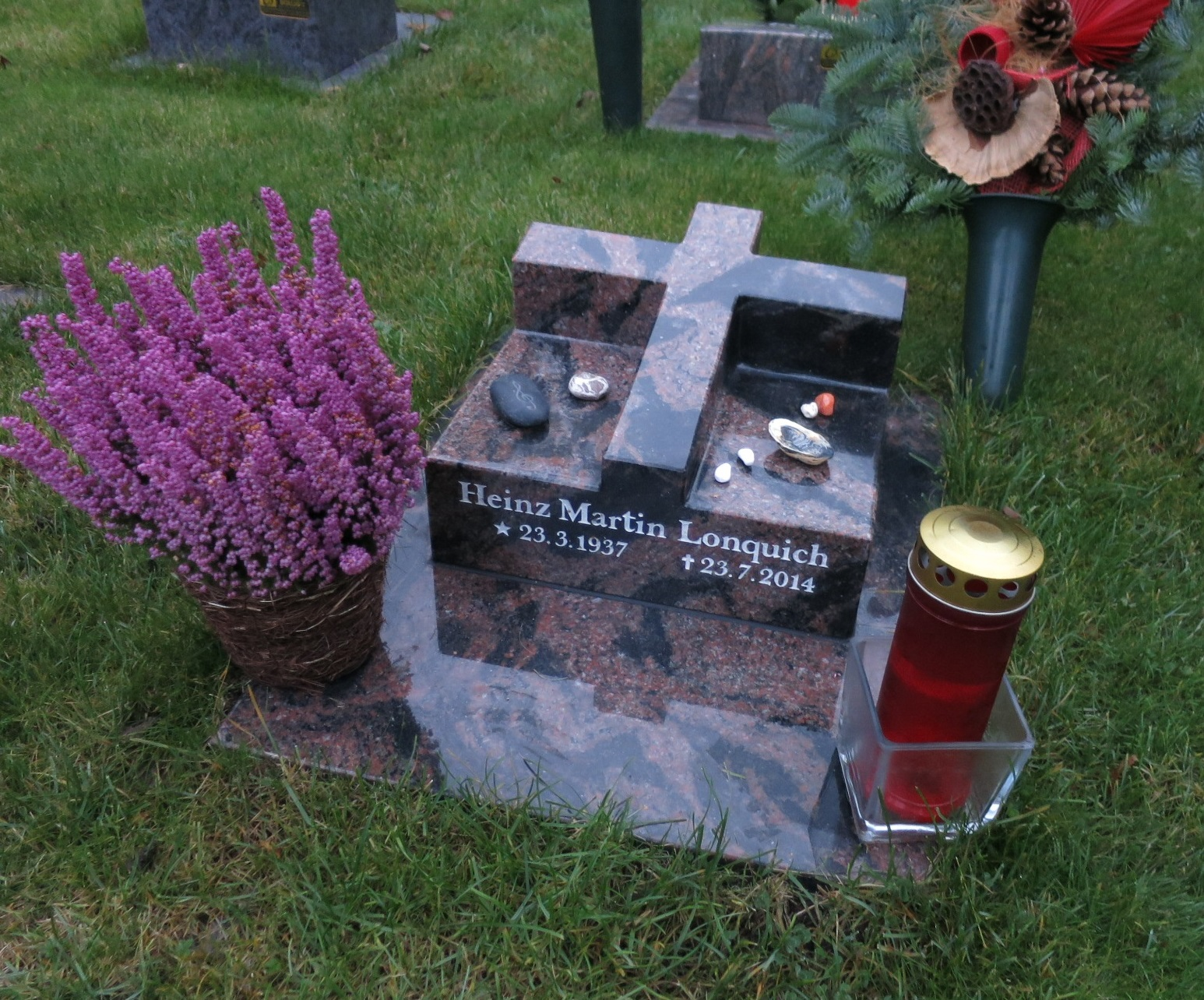
Heinz Martin Lonquich -Grab auf dem Kölner Südfriedhof

Lonquich wurde am 1. August 2014 nach der Auferstehungsmesse in der Kirche St. Pius in Köln-Zollstock auf dem Südfriedhof (Flur 75 Nr. 112) bestattet.

## Werke
Lonquich schuf zahlreiche Kompositionen für verschiedenste Besetzungen in nahezu allen Gattungsbereichen mit den Schwerpunkten Klavier und Kammermusik, Sologesang und geistliche Musik; darunter auch viele Neue Geistliche Lieder. Verschiedene Aufnahmen seiner Werke, darunter Produktionen von Liedern, Klavier- und Kammermusikwerken, entstanden durch den WDR Köln.

### Größere Werke
- „Wo Jahr und Tag nicht zählt“ – Kölner Domfest-Messe 1980 (Text: Klaus Lüchtefeld)
- „Das Schweigen des Johann von Nepomuk“ – Oratorium 1991 (Text: Cordelia Spaemann)
- „Auf dem Rand der Mauer“ – Oratorium 1993 (Text: Klaus Lüchtefeld)
- „Kölner Dreikönigen-Messe“ – 1998 – Auftragskomposition zum Kölner Domjubiläum
- „St. Nikolaus-Messe“ – 1999 – Festmesse, komponiert zur Feier des 90. Weihetages der Pfarrkirche St. Nikolaus, Köln-Sülz, und des 40-jährigen Priesterjubiläums von Msgr. Rochus Witton (CD veröffentlicht bei SacraMusica, Köln)
- „Deutsche Messe auf die Texte von Mariae Himmelfahrt“ (Kyrie – Gloria – Psalm 45 – Halleluja – Credo – Sanctus – Lamm Gottes – Magnificat – Hymnus) für Flöte, Trompete, Posaune, Streicher, Chor und Orgel (UA 2003 Marienkantorei Warendorf, Kantatenorchester St. Marien u.L.v. Ansgar Kreutz im Festhochamt zu Mariae Himmelfahrt)
- „Amor Deus“ – Oratorium für Sopran, Violine und Klavier sowie hohen Bariton, gemischten Chor und kleines Orchester auf Texte von Gertrud von Helfta, aus der Bibel, Anonymus, Johann Franck und Nicolaus Herman (UA 5. April 2010 in St. Johann Baptist in Köln)

### Neue geistliche Lieder
- „Das Kreuz des Jesus Christus“ (Text: Lothar Zenetti)
- „Hoffen wider alle Hoffnung“, 1988
- „Gott, deine Liebe reicht weit“, 1983 (Text: Eugen Eckert)
- „Sind wir nicht alle Kinder des einen Vaters“, 1991

### Sammlungen
- All meine Quellen entspringen in dir, Neue Geistliche Lieder und Kanons, Stuttgart 2007
- „Musik – das war der Versuch zu fliegen“ – Festschrift zum 60. Geburtstag mit Werkverzeichnis, Hrsg. Cornelius Grube, P.J. Tonger Musikverlag, Köln 1998

## Auszeichnungen
- 1968: Förderpreis des Landes Nordrhein-Westfalen für Musik
- 1971/72: Stipendium des deutschen Staates an der Villa Massimo, Rom
- 1997: Orlando-di-Lasso-Medaille des Allgemeinen Cäcilienverbandes für besondere Verdienste als Komponist geistlicher und liturgischer Musik